# 옥영문
옥영문(玉英文, 1961년 7월 2일 ~ )은 대한민국의 제8대 경상남도 거제시의원이다.

## 학력
- 거제계룡초등학교
- 거제고현중학교
- 거제중앙고등학교
- 경상대학교 임학과 졸업

## 경력
- 거제문화패 소리울 대표
- 거제시장 정무비서
- 2010.07 ~ 2014.04: 제6대 경상남도 거제시의회 의원 (초선, 가 선거구)
- 2014.07 ~ 2018.04: 제10대 경상남도의회 의원 (초선, 거제시 제1선거구)
- 2018.07 ~ 2022.06: 제8대 경상남도 거제시의회 의원 (재선, 나 선거구)

## 역대 선거 결과
|  | 33.10% |

|  | 13.77% |

|  | 14.51% |

|  | 49.53% |

|  | 23.67% |